# Taxi's in Marokko
Marokko kent twee soorten taxi's:
- Grand Taxi's
- Petit Taxi's

## Algemeen
Het gebruik van taxi's in Marokko is een veelgebruikte vorm van transport, niet alleen door toeristen, zakenlui of horeca-bezoekers. Lokale personen maken veelvuldig gebruik van de taxi. Dit omdat de tarieven betaalbaar zijn voor betrekkelijk veel inwoners en ook omdat veel mensen geen beschikking hebben over een eigen auto. Taxi's zijn makkelijk te herkennen omdat ze in elke stad een eigen – voorgeschreven – kleur hebben en ze bijna altijd voorzien zijn van een aanduiding op het dak.
Afhankelijk van de gewenste bestemming kies je voor een Petit Taxi of een Grand Taxi.

## Petit Taxi's

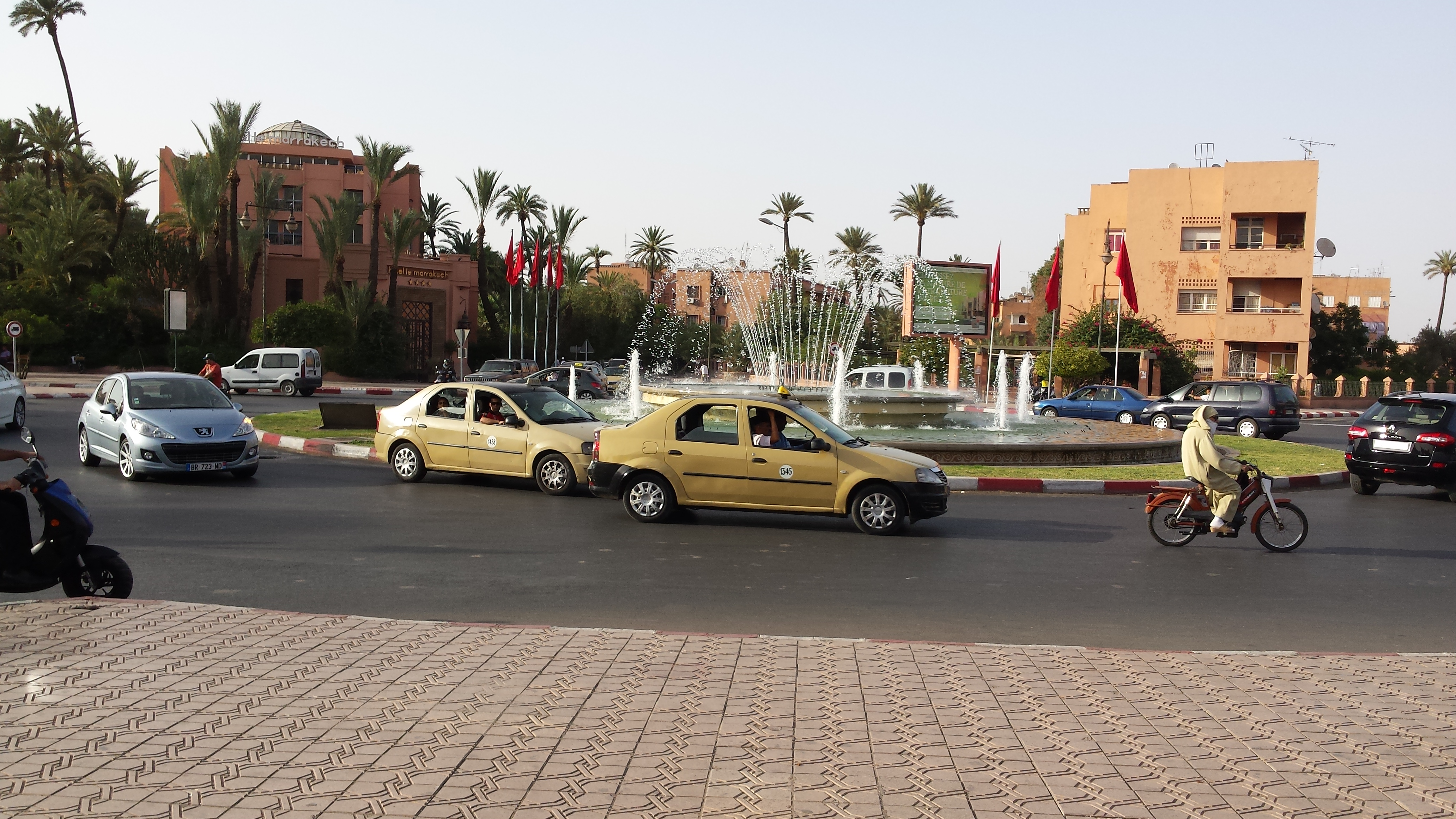
Petits taxis in Marrakech

Voor transport binnen de stads-grenzen gebruik je meestal een zgn. petit taxi. Dit zijn kleinere modellen personen-auto's zoals een oud model Fiat Panda of Peugeot 20x model etc. voorzien van een ondiepe open bak op het dak met op de zijkanten daarvan Petit Taxi, het lokale registratie-volgnummer en eventueel de Arabische aanduiding voor petit taxi.

Normaal gesproken huur je de hele taxi voor een rechtstreekse rit naar je bestemming. Het te betalen bedrag is onafhankelijk van het aantal passagiers. Een petit-taxi mag maximaal 4 passagiers meenemen. Enkele grotere en/of toeristische steden hebben het verplicht gesteld om een meter te installeren, maar niet alle chauffeurs zijn geneigd deze te gebruiken. Om problemen te voorkomen adviseren brochures toeristen om gebruik van de meter te eisen of anders uit te stappen. Als je lokaal bekend bent en/of de taal goed spreekt kan je ook voor vertrek een vast tarief afspreken.
In kleinere plaatsen, waar een meter niet verplicht is, worden meestal enkele standaard tarieven gebruikt, variërend van enkele Dirham tot 15 of 20 Dirham voor bestemmingen van of naar de stadsrand. Soms hanteren chauffeurs wat hogere tarieven in de late avonduren, wanneer het aanbod (en dus ook concurrentie) kleiner is.
Hoewel je in het algemeen de hele taxi afhuurt kan de chauffeur je vragen of hij onderweg een andere passagier mag oppikken als die in min-of-meer dezelfde richting wil. Dit levert je echter geen korting op de prijs op.
Petit taxi's mogen alleen binnen de stadsgrenzen rijden, meestal vormt het einde van de 40 kilometer zone de grens.
Er bestaan taxi standplaatsen voor zowel petit- als grand-taxi's; maar in de meeste gevallen roep je op elke willekeurige plaats een passerende (lege) taxi. Als hij beschikbaar is zal hij stoppen. Op drukke locaties, zoals bij bus- of treinstations of andere drukke locaties kan een stopverbod gelden en moet je aldaar gebruikmaken van een standplaats.

## Grand Taxi's

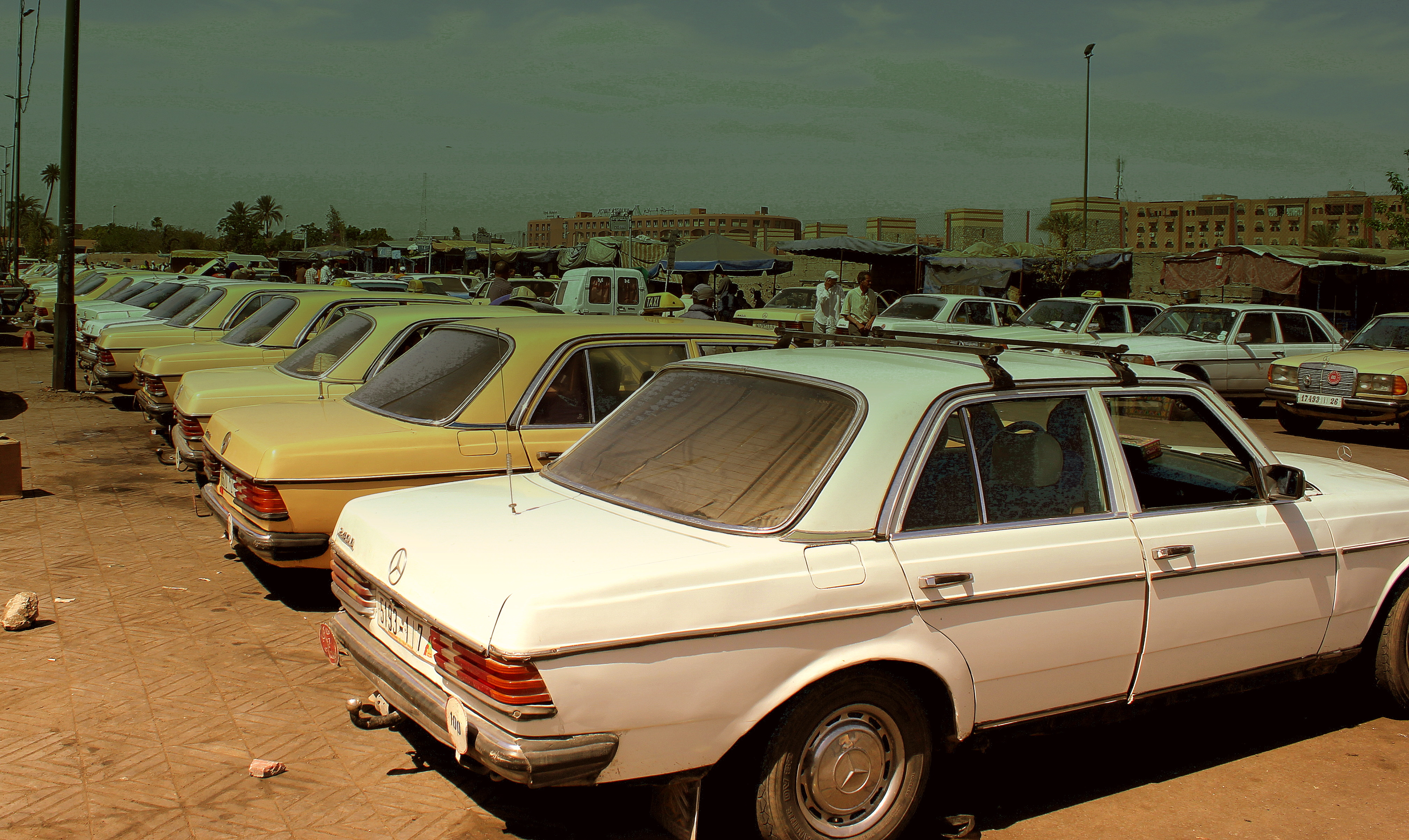
Grands taxis in Marrakech

Grand Taxi's zijn voornamelijk bedoeld voor de iets grotere afstanden voorbij de stadsgrenzen. Grand taxi's rijden een min-of-meer vaste route naar hun eigen bestemming en terug. Op diverse locaties in de meeste steden zijn concentratiepunten voor deze taxi's: als je naar een bepaalde stad wil of in een bepaalde richting wil reizen ga je allereerst naar de juiste standplaats voor de gewenste richting cq. bestemming. Als je niet lokaal bekend bent of de juiste standplaats niet in de buurt is kan je eerst een petit taxi gebruiken om naar de juiste standplaats te gaan: de chauffeurs weten waar ze je het beste kunnen afzetten.
Op de standplaats staan diverse grand taxi's voor een aantal bestemmingen en richtingen. De juiste taxi vindt men door te vragen en eventueel ook te kijken naar het (rode) registratieplaatje op de taxi: hierop staat altijd de thuisbasis van die taxi op, samen met het lokale registratie-volgnummer.
De taxi vertrekt vanaf de standplaats als hij vol is of eerder als het wachten te lang duurt en/of de chauffeur verwacht onderweg passagiers op te kunnen pikken. Je maakt dus samen gebruik van de taxi en je betaalt per persoon een vooraf overeen te komen bedrag.
De grand taxi's zijn bijna altijd oudere 4-deurs Mercedes-Benz diesel autos en mogen maximaal 7 personen vervoeren: 6 passagiers en de chauffeur. Op de achterbank kunnen 4 mensen zitten en twee op de passagiersstoel voorin. Als je meer comfort wil of zonder overstappen naar een bepaalde bestemming wil waarnaar geen vaste taxi's vanaf jouw locatie reizen, kan je ook een hele taxi afhuren. Je spreekt voor vertrek een vast tarief af voor de rit, onafhankelijk van de groepsgrootte.
Behalve vanaf vaste verzamelplaatsen in de steden kan je ook gewoon langs de weg een grand taxi aanhouden die in de juiste richting rijdt.
Uitstappen kan overal langs de te rijden route, maar de taxi zal zelden van zijn standaard route afwijken om je voor de deur af te zetten, tenzij je de hele taxi hebt gehuurd. Vaak zal je op de eindbestemming nog een petit-taxi nodig hebben om op het juiste adres uit te komen.

## Kleuren
Zowel petit als grand taxi's hebben een voorgeschreven kleur; afhankelijk van de stad of regio. Binnen een regio zullen de petit-taxi's anders gekleurd zijn dan de grand-taxi's. Deze laatste hebben meestal een lichtere kleur zoals wit, crème of lichtblauw.
Enkele voorbeelden van de kleuren van petit-taxi's:
- Oranje - Berkane
- Geel - Midelt
- Groen - Azrou, Aklim
- Blauw - Errachidia, Rabat, Chefchaouen, Al-Hoceima
- Wit - Ouarzazate
- Rood - Nador, Azilal, Casablanca, Oujda, Agadir
- Okergeel - Marrakesh, Fez
- Lichtgeel - Tétouan (noorden van Marokko)
- Lichtblauw - Tanger
- Lichtgroen - Mohammedia